# Luxemburg op het Eurovisiesongfestival 1975
Luxemburg nam deel aan het Eurovisiesongfestival 1975 in Stockholm, Zweden. Het was de negentiende deelname van het land aan het Eurovisiesongfestival. De Ierse zangeres Geraldine zong het lied Toi.

## Selectieprocedure
Het lied en de artiest werden intern door de omroep gekozen. 
Uiteindelijk werd er gekozen voor Geraldine, in Luxemburg een van de bekendere artiesten uit de jaren 70.
Als lied werd er gekozen voor Toi.

## In Stockholm
Op het songfestival trad Luxemburg als vijfde aan, na Duitsland en voor Noorwegen. Op het einde van de puntentelling bleek dat Geraldine op een 5de plaats was geëindigd met 84 punten. Een keer had een jury het maximum van de punten voor haar over.

### Gekregen punten

#### Finale
| 12 punten                   | 10 punten          | 8 punten                          | 7 punten      | 6 punten          |
| --------------------------- | ------------------ | --------------------------------- | ------------- | ----------------- |
| - Nederland                 | - Ierland - Italië | - Portugal                        | - Joegoslavië | - Israël - Spanje |
| 5 punten                    | 4 punten           | 3 punten                          | 2 punten      | 1 punt            |
| - Finland - Malta - Turkije | - Zweden           | - Frankrijk - Verenigd Koninkrijk |               |                   |

### Punten gegeven door Luxemburg

#### Finale
Punten gegeven in de finale:
| 12 punten | Verenigd Koninkrijk |
| 10 punten | Nederland           |
| 8 punten  | Duitsland           |
| 7 punten  | Zweden              |
| 6 punten  | Finland             |
| 5 punten  | Malta               |
| 4 punten  | Monaco              |
| 3 punten  | Italië              |
| 2 punten  | Zwitserland         |
| 1 punt    | Israël              |

1956 · 1957 · 1958 · 1959 · 1960 · 1961 · 1962 · 1963 · 1964 · 1965 · 1966 · 1967 · 1968 · 1969 · 1970 · 1971 · 1972 · 1973 · 1974 · 1975 · 1976 · 1977 · 1978 · 1979 · 1980 · 1981 · 1982 · 1983 · 1984 · 1985 · 1986 · 1987 · 1988 · 1989 · 1990 · 1991 · 1992 · 1993 · 1994-2023 · 2024 · 2025